# 鳥居清忠
鳥居 清忠（とりい きよただ、 生没年不詳）は、江戸時代の浮世絵師。

## 来歴
鳥居清信の門人とされる。江戸米沢町（現在の東日本橋二丁目）に住む。作画期は享保から寛延のころにかけてとされ、紅絵や漆絵の役者絵、浮絵などの他、肉筆画を残す。一枚摺の役者絵では、享保3年（1718年）から寛保4年（1744年）ごろまでの作が確認されている。

## 作品
- 「二代目市川団十郎と初代佐野川万菊」 細版漆絵 ジェノバ東洋美術館所蔵
- 「傾城三国志」 細版漆絵
- 「吉原大門口之図」 浮絵
- 「草紙をもつ立美人図」 紙本着色 出光美術館所蔵 ※印文不明の朱文方郭円印と「清忠」の朱文円郭方印あり（落款なし）
- 「虫籠をもつ美人図」 肉筆 奈良県立美術館所蔵

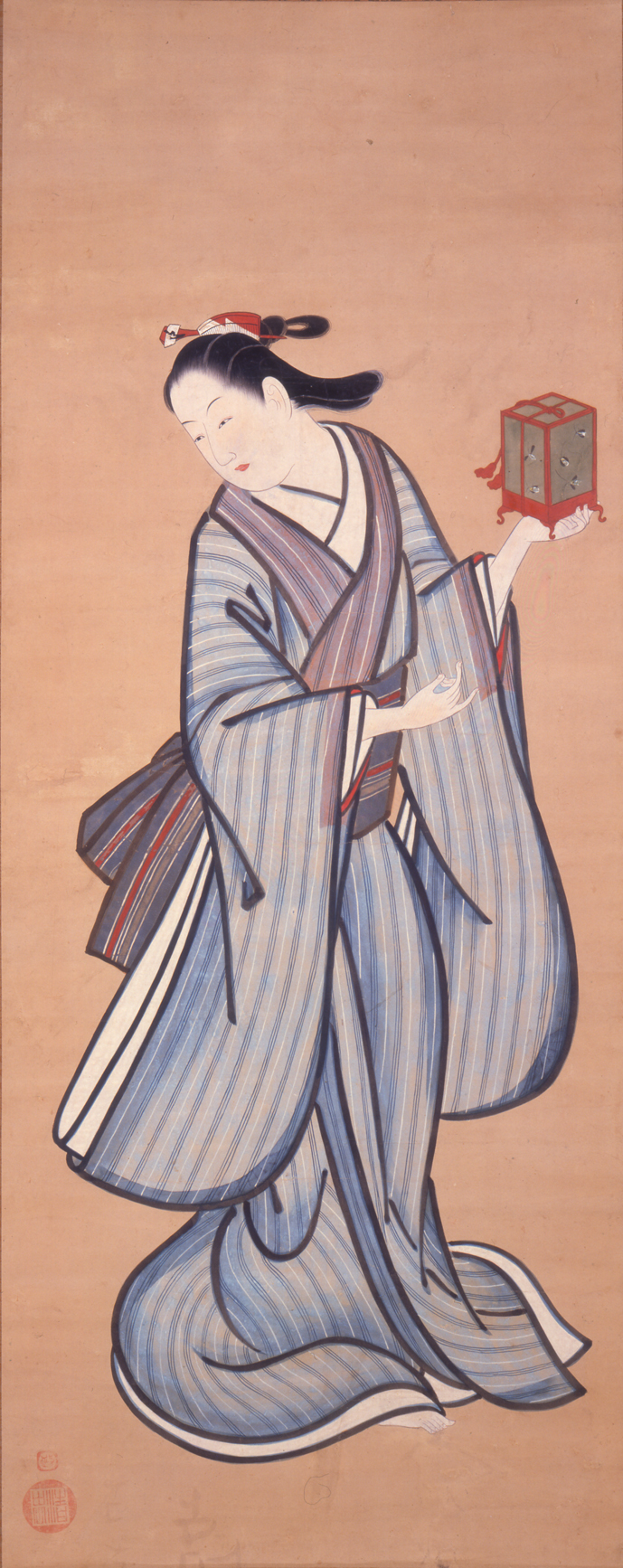
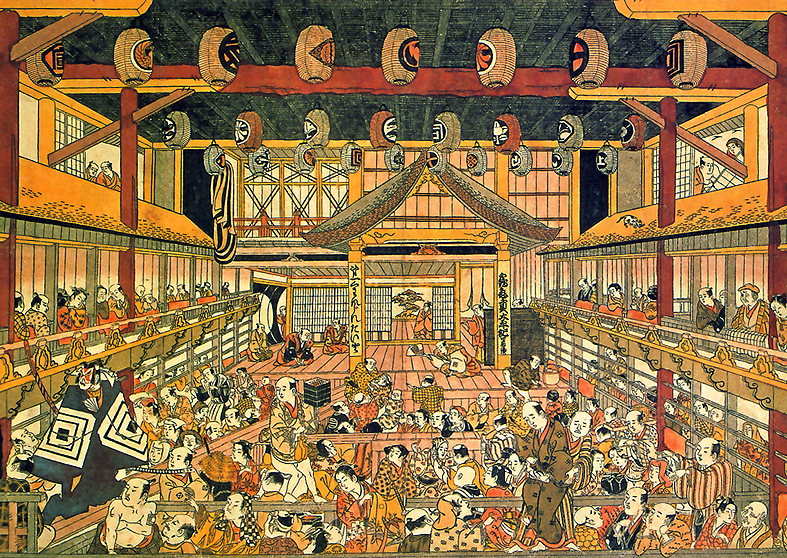
「忠臣蔵七段目謀酔之段」 紙本着色 神戸市立博物館所蔵 ※寛延2年（1749年）ごろ、落款無し   - 漆絵「浮絵劇場図」重要美術品、平木浮世絵財団。横大々判